# Zmarli w roku 1886
Lista osób zmarłych w 1886:

## styczeń 1886
- 4 stycznia – Michał Czajkowski, działacz niepodległościowy, pisarz i poeta[1]
- 14 stycznia – Emil Wilhelm Krummacher, niemiecki teolog kalwiński i pisarz[2]
- 27 stycznia – Tomasz Oskar Sosnowski, polski rzeźbiarz[3]

## kwiecień 1886
- 25 kwietnia – Kizito, męczennik za wiarę w Chrystusa, spalony na stosie z rozkazu Mutesy[4]

## maj 1886
- 15 maja – Emily Dickinson, poetka amerykańska[5]

## czerwiec 1886
- 3 czerwca – Karol Lwanga, wódz plemienia Nagweya, przełożony paziów króla Mwangi, męczennik, święty[6]
- 13 czerwca – Ludwik II Wittelsbach, król Bawarii[7]
- 15 czerwca – Alojzy Maria Palazzolo, włoski ksiądz katolicki, święty[8]

## lipiec 1886
- 3 lipca – Maria Ana Mogas Fontcuberta, hiszpańska zakonnica, założycielka Franciszkanek Misjonarek Matki Bożego Pasterza, błogosławiona katolicka[9]
- 31 lipca – Ferenc Liszt, węgierski kompozytor i pianista[10]

## sierpień 1886
- 3 sierpnia – Jan Lam, polski powieściopisarz, satyryk, redaktor „Dziennika Polskiego”, nauczyciel[11]
- 11 sierpnia – Lydia Koidula, estońska poetka, dramatopisarka, jedna z bardziej znanych postaci estońskiego „Przebudzenia narodowego”[12]
- 14 sierpnia – Edmond Nicolas Laguerre, francuski matematyk[13]
- 24 sierpnia – Maria Encarnación Rosal, gwatemalska betlejemka, błogosławiona katolicka, pierwsza beatyfikowana Gwatemalka[14]

## październik 1886
- 3 października – Karol Mikoszewski, polski duchowny katolicki, członek Tymczasowego Rządu Narodowego w powstaniu styczniowym, emigrant[15]

## listopad 1886
- 4 listopada – Alojzy Alth, polski geolog, paleontolog, prawnik, profesor Uniwersytetu Jagiellońskiego[16]

## grudzień 1886
- 14 grudnia – Antoni Rutkowski, polski kompozytor i pianista[17]
- 26 grudnia – Theodor von Oppolzer, austriacki astronom, matematyk[18]
- 28 grudnia – Kazimierz Kantak, polski działacz polityczny i społeczny[19]